# 盖洋乡
盖洋乡是中华人民共和国福建省福州市永泰县下辖的一个乡。

## 行政区划
盖洋乡共辖10个行政村：
湖里村、碓头村、奋斗村、盖洋村、前湖村、小洋村、湖头村、石塘村、赤岭村和珠峰村。